# Bezirk Nisko

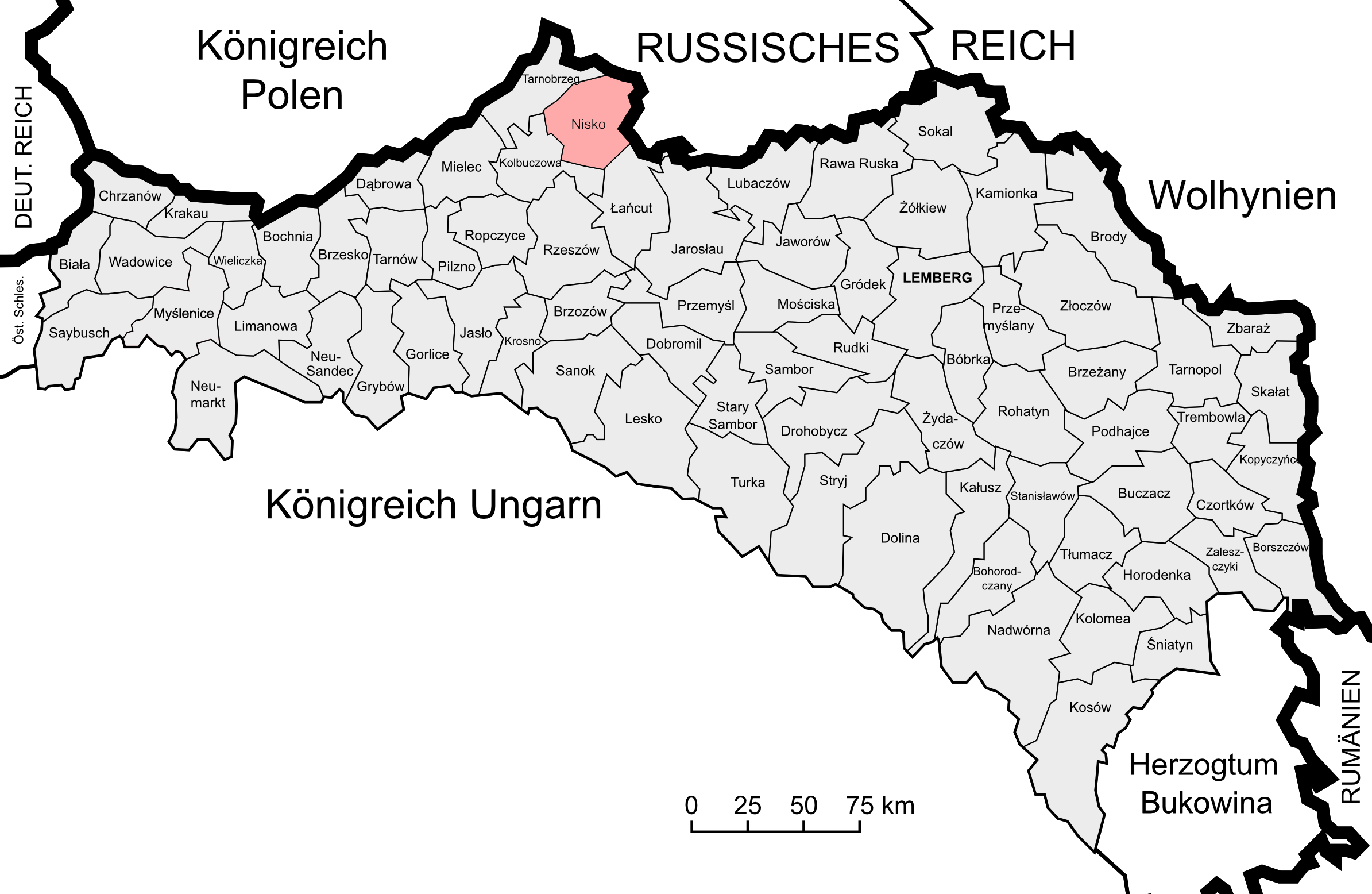
Lage des Bezirks Nisko im Kronland Galizien und Lodomerien

Der Bezirk Nisko war ein politischer Bezirk im Kronland Galizien und Lodomerien. Sein Gebiet umfasste Teile Westgaliziens im heutigen Polen (Powiat Nisko), Sitz der Bezirkshauptmannschaft war die Stadt Nisko. Nach dem Ersten Weltkrieg musste Österreich den gesamten Bezirk an Polen abtreten, hier sind große Teile heute im Powiat Niżański zu finden.
Er grenzte im Nordosten an das Russische Kaiserreich, im Südosten an den Bezirk Łańcut, im Südwesten an den Bezirk Kolbuszowa sowie im Nordwesten an den Bezirk Tarnobrzeg.

## Geschichte
Nachdem die Kreisämter Ende Oktober 1865 abgeschafft wurden und deren Kompetenzen auf die Bezirksämter übergingen, schuf man nach dem Österreichisch-Ungarischen Ausgleich 1867 auch die Einteilung des Landes in zwei Verwaltungsgebiete ab. Zudem kam es im Zuge der Trennung der politischen von der judikativen Verwaltung zur Schaffung von getrennten Verwaltungs- und Justizbehörden. Während die gerichtliche Einteilung weitgehend unberührt blieb, fasste man Gemeinden mehrerer Gerichtsbezirke zu Verwaltungsbezirken zusammen. 
Der neue politische Bezirk Nisko wurde aus folgenden Bezirken gebildet:
- Bezirk Ulanów (mit 27 Gemeinden)
- Teilen des Bezirks Nisko (mit 25 Gemeinden)
- Teilen des Bezirks Leżajsk (Gemeinden Hucisko, Jelna mit Judaszówka, Königsberg, Łukawa, Ruda, Sarzyna und Wola Zarczycka)

Der Bezirk Nisko bestand bei der Volkszählung 1910 aus 61 Gemeinden sowie 44 Gutsgebieten und umfasste eine Fläche von 973 km². Hatte die Bevölkerung 1900 noch 65.301 Menschen umfasst, so lebten hier 1910 69.194 Menschen. Auf dem Gebiet lebten dabei mehrheitlich Menschen mit polnischer Umgangssprache (99,3 %) und römisch-katholischem Glauben, Juden machten rund 8 % der Bevölkerung aus.

## Ortschaften
Auf dem Gebiet des Bezirks bestand 1900 Bezirksgerichte in Nisko und Ulanów, diesen waren folgende Orte zugeordnet:
Gerichtsbezirk Nisko (35 Ortsgemeinden):
- Bojanów
- Cholewiana Góra
- Cisów Las
- Groble
- Gwoździec
- Jata
- Jeżowe
- Kamień
- Kończyce
- Kopki
- Korabina
- Koziarnia
- Laski
- Łętownia
- Łowisko
- Maziarnia
- Nart Nowy
- Nart Stary
- Nisko
- Nowosielec
- Pławo
- Przędzel
- Przyszów Kameralny
- Przyszów Szlachecki
- Racławice
- Rudnik
- Sojkowa
- Stany
- Steinau
- Stróża
- Tarnogóra
- Wolina
- Wulka Łętowska
- Zalesie

Gerichtsbezirk Ulanów (26 Ortsgemeinden):
- Bieliniec
- Bieliny
- Borki
- Bukowina
- Dąbrowica
- Dąbrówka
- Domostawa
- Glinianka
- Golce
- Huta Deręgowska
- Jarocin
- Katy
- Kłyżów
- Kurzyna Mała
- Kurzyna Wielka
- Majdan Golczański
- Mostki
- Pysznica
- Rauchersdorf
- Studzienice
- Szyperki
- Markt Gmina Ulanów
- Wulka Bielińska
- Wulka Tanewska
- Zarzecze
- Zdziary